# Christina Applegate
Christina Applegate (Hollywood, Califórnia, 25 de novembro de 1971) é uma atriz e dançarina americana. Como atriz adolescente, ela começou a interpretar o papel de Kelly Bundy na sitcom do canal Fox Married... with Children (1987–1997). Já adulta, Applegate estabeleceu uma carreira no cinema e na televisão, recebendo cinco indicações ao Primetime Emmy Award, ganhando em 2003 por seu papel de atriz convidada no seriado Friends, três indicações no Golden Globe Award e uma indicação no Tony Award.
Applegate teve papéis principais em vários filmes, incluindo Don't Tell Mom the Babysitter's Dead (1991), The Big Hit (1998), The Sweetest Thing (2002), Grand Theft Parsons (2003), Anchorman: The Legend of Ron Burgundy (2004) e sua continuação Anchorman 2: The Legend Continues (2013), Hall Pass (2011), Vacation (2015) e Bad Moms (2016). Também estrelou o remontagem do musical da Broadway Sweet Charity em 2005, pelo qual recebeu uma indicação para o Tony Award de melhor atriz em musical. Desempenhou o papel principal nos seriados Jesse (1998-2000), Samantha Who? (2007-2009) e Up All Night (2011-2012), e na série da Netflix Dead to Me (2019–presente).

## Biografia
Christina nasceu em Hollywood, Califórnia, em 1971. É filha de Robert Applegate, um produtor musical, e Nancy Lee Priddy, uma atriz e cantora que sobreviveu a um câncer de mama. Seus pais se separaram logo após seu nascimento, e seu pai rapidamente casou-se novamente. Christina tem uma meia-irmã, Alisa, que é sua melhor amiga, e também um meio-irmão, Kyle. Após o divórcio, sua mãe teve um relacionamento com o músico Stephen Stills. Foi através de Stills e da amizade dele com os colegas músicos Paul Kantner e Grace Slick, que Applegate se tornou amiga de China Kantner, filha de Paul Kantner.
Em outubro de 2001, Applegate se casou com o namorado de longa data, Johnathon Schaech, em Palm Springs em um culto ecumênico só assistido pela família e amigos íntimos. Applegate e Schaech deram estrada no pedido de divórcio em novembro de 2005, citando diferenças irreconciliáveis; eles se separaram oficialmente em agosto de 2007 no Tribunal Superior de Los Angeles.

## Carreira

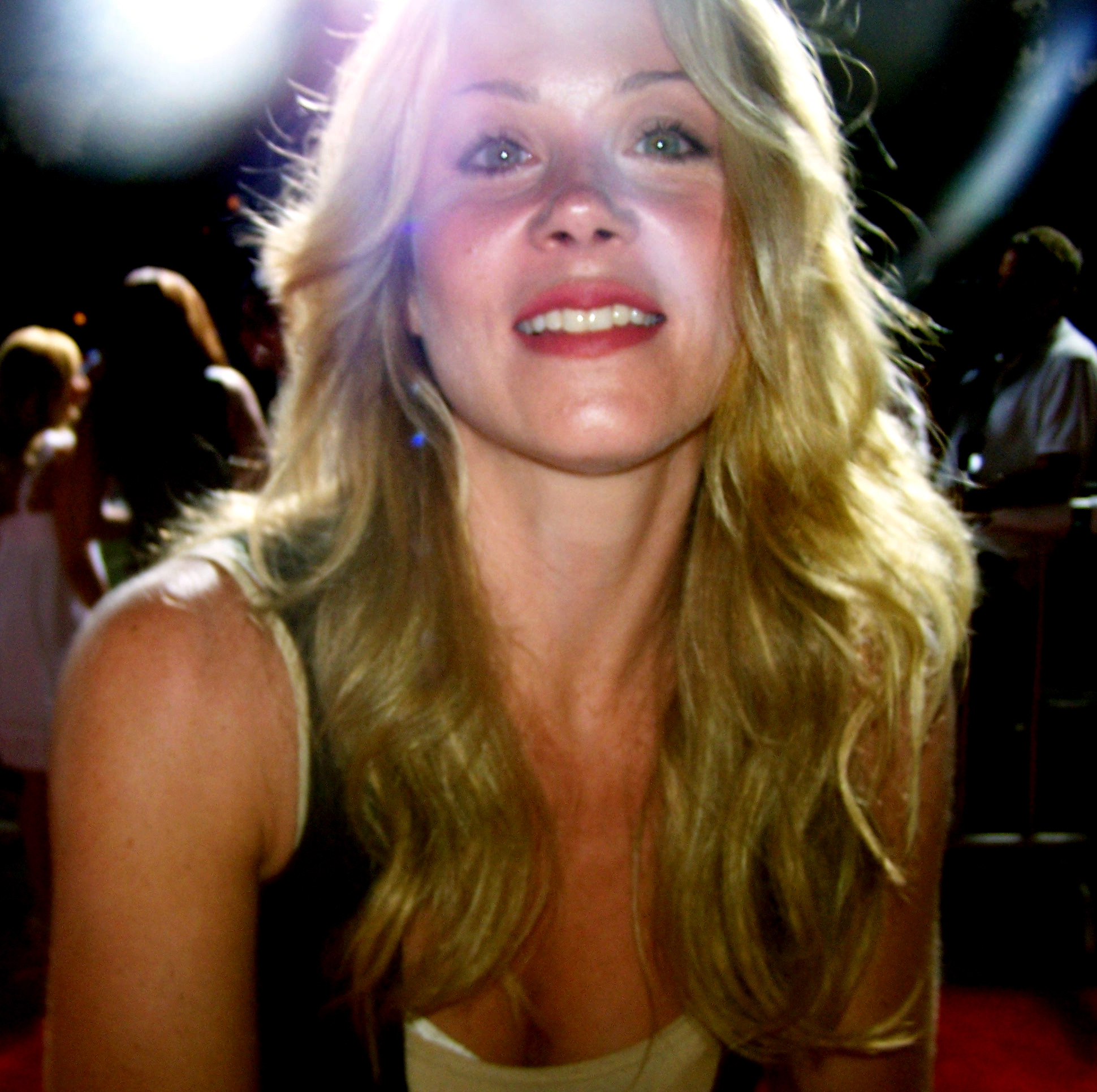
Applegate em 2004

Christina Applegate fez a sua estreia na televisão com apenas três meses de vida, aparecendo com a mãe, tanto na novela Days of Our Lives e um comercial para as mamadeiras Playtex.
Sua primeira grande aparição aconteceu aos sete anos, quando ela foi vista no filme de 1979, Jaws of Satan, seguido por Beatlemania de 1981. Ela estreou na televisão no filme biográfico Grace Kelly, como Grace Kelly jovem, e apareceu em seu primeiro seriado com a comédia política Washingtoon, no qual ela desempenhou a filha de um congressista. Ela também foi escalada como convidada na série, Father Murphy e Charles in Charge.
Em 1986, Applegate ganhou o papel de "Robin Kennedy", filha de um político, na série dramática, Heart of the City. Entretanto, ela também foi vista nas séries, All is Forgiven, Still the Beaver, Amazing Stories, e Family Ties no episódio "Run Band" como Kitten.
Applegate finalmente marcou o seu papel mais memorável, como Kelly Bundy na série de comédia, Married... with Children. Ela retratou sua personagem por dez anos, de 1987 a 1997. Durante o trabalho na série, Applegate foi vista nos filmes Dance 'Til Dawn, e Streets, em que um adolescente viciado em drogas é perseguido por um policial psicótico. Applegate estrelou nas séries 21 Jump Street, Top of the Heap (como Kelly Bundy), e apareceu no Saturday Night Live (8 de maio de 1993) e Mad TV (1996).
Em 1991, ela foi mencionada na canção popular dos P.M. Dawn, intitulada "Set Adrift on Memory Bliss". Na linha "Christina Applegate, you gotta put me on" (Christina Applegate, tens que me pôs em), é uma referência à canção "Bonita Applebum" de A Tribe Called Quest.
A personagem de Sue Ellen Crandell na comédia Don't Tell Mom the Babysitter's Dead de 1991 foi o primeiro filme mainstream que Applegate estrelou. Ela seguiu com filmes como Vibrations (1995), Across the Moon (1995), Wild Bill (1995), Mars Attacks! (1996) e Nowhere (1997). Após a série Married... with Children, que foi cancelada em maio de 1997, Applegate estrelou como "Claudine Van Doozen" no filme independente Claudine's Return, e no filme ação-comédia The Big Hit, em seguida interpretou "Diane Steen" no filme Jane Austen's Mafia! (1998).
Nesse mesmo ano, a NBC entregou-lhe o papel-título na série Jesse. A série estreou em 1998, recebeu elogios, e trouxe o prêmio People's Choice Award para Applegate na categoria Intérprete Feminina Favorita em Nova Série de TV e um TV Guide Award na categoria Estrela Favorita de uma Nova Série, bem como uma indicação ao Globo de Ouro de Melhor Atriz em uma Comédia. Embora a série tenha recebido muitos elogios, ela foi cancelada em 2000.
| “ | Este foi um compromisso importante. Eu realmente tive que sentar e pensar sobre isso. Eu finalmente cheguei à conclusão de que ela entrou na minha vida por uma razão. | ” |
|   | — Christina Applegate , em aceitar seu papel na série Jesse. |   |

O novo milênio viu Applegate interpretar o duplo papel de uma nobre do século XII, "Princesa Rosalind", e sua descendente no século XXI, "Julia Malfete", na comédia Just Visiting (2001). Após conquistar grande notoriedade para interpretar a melhor amiga de Cameron Diaz, "Courtney Rockcliffe", no filme The Sweetest Thing (2002), Applegate continuou a ganhar papeis em filmes, tais como Heroes (2002), a comédia View from the Top (2003), com Gwyneth Paltrow, Wonderland (2003), Grand Theft Parsons (2003), Surviving Christmas (2004), com Ben Affleck e Employee of the Month (2004). Por trás das telas, ela foi o produtora executiva de Comforters, Miserable de 2001.
Applegate também estrelou em dois episódios da série Friends, na nona (2002) e décima (2003) temporadas, intitulados "The One with Rachel's Other Sister" e "The One Where Rachel's Sister Babysits" como Amy Green, irmã mais nova de Rachel Green (Jennifer Aniston). Ela venceu a 55ª edição do Primetime Emmy Award de Melhor atriz convidada numa série de comédia por seu desempenho em "The One with Rachel's Other Sister". No cinema, ela retratou a âncora de televisão "Veronica Corningstone" no filme de 2004, O Âncora: A Lenda de Ron Burgundy e o DVD bônus do filme Wake Up, Ron Burgundy: The Lost Movie.
Além de seu trabalho nas telas de cinema, Applegate fez performances no teatro em produções como The Axeman's Jazz, Nobody Leaves Empty Handed, The Runthrough, bem como John Cassavetes' The Third Day (co-estrelando Gena Rowlands). Em 2004, ela estreou na Broadway interpretando o papel título em Charity Hope Valentine em um relançamento de 1966 do musical Sweet Charity. Ela finalmente levou para casa o prêmio casa o prêmio Theatre World Award em 2005 e no mesmo ano foi indicada para um Tony Award de Melhor Atriz em um Musical.
Applegate foi um dos membros fundadores da The Pussycat Dolls, que estreou no Viper Room, em West Hollywood no condado de Los Angeles em 1995. Applegate fez uma participação especial com o grupo, quando se apresentaram no The Roxy Theatre, em 2002.
Embora apareça na Sweet Charity, ela quebrou o pé, e foi anunciado que iria encerrar o musical durante antevisões. Ela convenceu os produtores a revogar a sua decisão, e em 18 de abril de 2005, fez sua estreia na Broadway. Sweet Charity terminou sua temporada na Broadway em 31 de dezembro de 2005. Em 2006, ela apareceu em uma campanha publicitária para Hanes com o título "Look who we've got our Hanes on now" (Olha quem temos em nosso Hanes agora). A campanha teve início em 2005, mas ela, Jennifer Love Hewitt, e Kevin Bacon foram adicionados aos anúncios em 2006.
Estrelou a comédia da ABC "Samantha Who?", de 15 de outubro de 2007, até ser cancelada em 18 de maio de 2009. A série tinha como co-protagonistas Jean Smart, Jennifer Esposito e Melissa McCarthy. A série conta a história de uma mulher de cerca de 30 anos de idade, que após um atropelamento, desenvolve amnésia e precisa redescobrir sua vida, seus relacionamentos e ela mesma. Pouco tempo após o cancelamento foi anunciado, que Applegate iniciou uma campanha para voltar com a produção, que revelou-se infrutífera apesar das 31.711 assinaturas.
Applegate vai interpretar Elizabeth Montgomery, que morreu de câncer colorretal, no próximo filme Everything Is Going to Be Just Fine. Em janeiro de 2009, Applegate apareceu com aquele que foi seu irmão, Bud Bundy em Married... with Children, David Faustino, em um episódio da web-série de Faustino Star-ving, além de Applegate, Ed O’neal, Katy Sagal e o cachorro Buck, também marcaram presença no episódio.

## Vida pessoal
Seus amigos próximos incluem Lance Bass. Em 1º de julho de 2008, seu amigo e ex-namorado Lee Grivas foi encontrado morto de uma aparente overdose drogas.
Em uma entrevista em janeiro de 2009 no Anytime with Bob Kushell, Applegate declarou que odeia os paparazzi. Além disso, ela apareceu em recentes entrevistas em vários talk shows, como The Ellen DeGeneres Show e em 2009 no TV Land Awards, recebendo o Innovator Award, juntamente com seu colega de elenco em Married... with Children.
Em 2009 começou a namorar o músico Martyn LeNoble. Applegate esteve no topo da lista da revista People, como a Pessoa Mais Bonita em 2009.
Christina estuda jazz e dança e gosta de livros com temas espirituais. É amiga das atrizes Nicole Eggert e Gwyneth Paltrow (com esta última fez o filme View from the Top, dirigido pelo brasileiro Bruno Barreto). E em 2006 participou do clipe musical "A Public Affair" da cantora Jessica Simpson ao lado de celebridades como Andy Dick, Eva Longoria, Ryan Seacrest e Christina Milian. Ela é membro da PETA, em favor de tratamento digno aos animais.

### O câncer de mama
Em 3 de agosto de 2008, a revista People informou que Applegate foi diagnosticada com câncer de mama. Isto foi confirmado pelo seu representante, que disse em uma declaração: "Christina Applegate foi diagnosticada com uma forma precoce de câncer de mama. Beneficiada de detecção precoce, o câncer não acarreta risco de morte. Christina está seguindo o recomendado tratamento de seus médicos e terá uma recuperação completa. Nenhuma outra declaração será emitida neste momento".
Em 19 de agosto de 2008, foi anunciado que Applegate estava livre do câncer após uma mastectomia dupla (que consiste em retirar os dois seios), apesar do câncer ter sido encontrado em apenas uma mama. Ela tem um defeito genético herdado, um BRCA1, o que muitas vezes provoca o câncer de mama. Sua mãe, Nancy Priddy, é também uma sobrevivente do câncer de mama. Applegate, se submeteu a uma cirurgia reconstrutora dos seios durante os oito meses seguintes.

### Gravidez
Após vencer o câncer, Christina Applegate anuncia gravidez em 21 de julho de 2010. Christina Applegate e seu noivo, Martyn LeNoble, anunciaram que estão esperando um filho. Sadie Grace, filha do casal, nasceu em 27 de janeiro de 2011.

### Caridade
Em 1992, Applegate e outras celebridades, ingressaram em uma campanha beneficente para ajudar crianças carentes, agindo como assistente de mágico e tomando parte em uma série de ilusões, sendo inclusive serrada ao meio.
Em 2003, ela foi a porta-voz para o Lee National Denim Day, que levanta milhões de dólares para conscientização do câncer de mama.
Após o seu diagnóstico de câncer de mama, Applegate apareceu em um especial de televisão intitulado Stand Up Cancer concebido para levantar fundos para a investigação do câncer de mama. O especial de uma hora de duração foi transmitido na CBS, NBC, ABC e redes de televisão, em 5 de setembro.
Em 2009, Applegate anunciou seus planos para retornar como embaixadora para a Lee National Denim Day.

### Esclerose Múltipla
Em agosto de 2021 compartilhou com seus fãs que foi diagnosticada com esclerose múltipla.

## Filmografia

### Cinema
| Ano  | Título                                   | Papel                             | Notas                                               |
| ---- | ---------------------------------------- | --------------------------------- | --------------------------------------------------- |
| 1981 | Jaws of Satan                            | Kim Perry                         | Primeiro trabalho no cinema                         |
| 1981 | Beatlemania                              | Fã                                |                                                     |
| 1990 | Streets                                  | Dawn                              | Primeiro filme como protagonista                    |
| 1991 | Don't Tell Mom the Babysitter's Dead     | Sue Ellen Crandell                |                                                     |
| 1995 | Vibrations                               | Anamika                           |                                                     |
| 1995 | Wild Bill                                | Lurline Newcomb                   |                                                     |
| 1995 | Across the Moon                          | Kathy                             |                                                     |
| 1996 | Mars Attacks!                            | Sharona                           |                                                     |
| 1997 | Nowhere                                  | Dingbat                           |                                                     |
| 1998 | Jane Austen's Mafia!                     | Diane Steen                       |                                                     |
| 1998 | The Big Hit                              | Pam Schulman                      |                                                     |
| 1998 | Claudine's Return                        | Claudine Van Doozen               |                                                     |
| 1999 | Out in Fifty                             | Lilah                             |                                                     |
| 2000 | The Brutal Truth                         | Emily                             |                                                     |
| 2001 | Just Visiting                            | Princesa Rosaline / Julia Malfete | Refilmagem americana do filme francês Les Visiteurs |
| 2002 | The Sweetest Thing                       | Courtney Rockcliffe               |                                                     |
| 2002 | Heroes                                   | Esposa                            | Curta-metragem                                      |
| 2003 | Grand Theft Parsons                      | Barbara                           |                                                     |
| 2003 | Wonderland                               | Susan Launius                     |                                                     |
| 2003 | View from the Top                        | Christine Montgomery              |                                                     |
| 2004 | Surviving Christmas                      | Alicia Valco                      |                                                     |
| 2004 | Anchorman: The Legend of Ron Burgundy    | Veronica Corningstone             |                                                     |
| 2004 | Wake Up, Ron Burgundy: The Lost Movie    | Veronica Corningstone             |                                                     |
| 2004 | Employee of the Month                    | Sara Goodwin                      |                                                     |
| 2005 | Tilt-A-Whirl                             | Customer #1                       | Curta-metragem                                      |
| 2007 | Farce of the Penguins                    | Melissa                           | Voz                                                 |
| 2008 | The Rocker                               | Kim Powell                        |                                                     |
| 2009 | Alvin and the Chipmunks: The Squeakquel  | Brittany Miller                   | Voz                                                 |
| 2010 | Going The Distance                       | Corinne                           |                                                     |
| 2010 | Cats & Dogs: The Revenge of Kitty Galore | Catherine                         | Voz                                                 |
| 2011 | Hall Pass                                | Grace                             |                                                     |
| 2011 | Alvin and the Chipmunks 3: Chipwrecked   | Brittany Miller                   | Voz                                                 |
| 2013 | Anchorman 2: The Legend Continues        | Veronica Corningstone-Burgundy    |                                                     |
| 2013 | Deadline: The Nikki Finke Story          | Christina Applegate               | Curta-metragem                                      |
| 2014 | The Book of Life                         | Mary Beth                         | Voz                                                 |
| 2015 | Vacation                                 | Debbie Fletcher Griswold          |                                                     |
| 2015 | Alvin and the Chipmunks: The Road Chip   | Brittany Miller                   | Voz                                                 |
| 2016 | Youth in Oregon                          | Kate Gleason                      |                                                     |
| 2016 | Bad Moms                                 | Gwendolyn James                   |                                                     |
| 2017 | Crash Pad                                | Morgan                            |                                                     |
| 2017 | A Bad Moms Christmas                     | Gwendolyn James                   | Participação especial                               |

### Televisão
| Ano       | Título                       | Papel                      | Notas                                                                            |
| --------- | ---------------------------- | -------------------------- | -------------------------------------------------------------------------------- |
| 1972      | Days of our Lives            | Bebê                       | Atuou com 3 meses, ao lado de sua mãe                                            |
| 1981      | Father Murphy                | Ada                        | Episódio: A Horse from Heaven                                                    |
| 1983      | Grace Kelly                  | Jovem Grace Kelly          | Telefilme                                                                        |
| 1984–1985 | Charles in Charge            | Stacy                      | 2 episódios                                                                      |
| 1986      | Silver Spoons                | Jeannie Bolens             | Episódio: A Family Affair                                                        |
| 1986      | All Is Forgiven              | Simone                     | Episódio: Mother's Day                                                           |
| 1986      | Still the Beaver             | Mandy / Wendy              | 2 episódios                                                                      |
| 1986      | Amazing Stories              | Holly                      | Episódio: Welcome to My Nightmare                                                |
| 1986–1987 | Heart of the City            | Robin Kennedy              | 13 episódios                                                                     |
| 1987      | Family Ties                  | Kitten                     | Episódio: Band On The Run                                                        |
| 1987–1997 | Married... with Children     | Kelly Bundy                | 257 episódios                                                                    |
| 1988      | Dance 'til Dawn              | Patrice Johnson            | Telefilme                                                                        |
| 1988      | 21 Jump Street               | Tina                       | Episódio: I'm OK – You Need Work                                                 |
| 1990      | The Earth Day Special        | Kelly Bundy                | Programa especial                                                                |
| 1991      | Top of the Heap              | Kelly Bundy                | 2 episódios                                                                      |
| 1993      | Saturday Night Live          | Ela mesma / Anfitriã       | Episódio: Christina Applegate/Midnight Oil                                       |
| 1998–2000 | Jesse                        | Jesse Warner               | 42 episódios; co-produtora de 35 episódios                                       |
| 2001      | Prince Charming              | Kate                       | Telefilme                                                                        |
| 2002–2003 | Friends                      | Amy Green                  | 2 episódios                                                                      |
| 2004      | King of the Hill             | Colette / Attorney         | Voz; Episódio: My Hair Lady                                                      |
| 2004      | Father of the Pride          | Candy                      | Voz; Episódio: One Man's Meat Is Another Man's Girlfriend                        |
| 2005      | Suzanne's Diary for Nicholas | Suzanne Bedford            | Telefilme                                                                        |
| 2007–2009 | Samantha Who?                | Samantha "Sam" Newly       | 35 episódios; produtora de 15 episódios e co-produtora executiva de 20 episódios |
| 2008      | Reno 911!                    | Seemji                     | Episódio: Did Garcia Steal Dangle's Husband?                                     |
| 2009      | Star-ving                    | Ela mesma                  | Episódio: Married with Children"..The Movie                                      |
| 2011–2012 | Up All Night                 | Reagan Brinkley            | 35 episódios; também creditada como produtora                                    |
| 2011–14   | So You Think You Can Dance   | Ela mesma; Juíza convidada | 8 episódios                                                                      |
| 2012      | Saturday Night Live          | Ela mesma / Anfitriã       | Episódio: Christina Applegate/Passion Pit                                        |
| 2015      | Web Therapy                  | Jenny Bologna              | 2 episódios                                                                      |
| 2015      | The Muppets                  | Ela mesma                  | Episódio: Bear Left Then Bear Write                                              |
| 2015      | The Grinder                  | Gail Budnick               | Episódio: A Bittersweet Grind (Une Mouture Amer)                                 |
| 2018      | Ask the StoryBots            | Padeira                    | Voz; Episódio: Why Can't I Eat Dessert All the Time?                             |
| 2019–2022 | Dead to Me                   | Jen Harding                | Protagonista; 20 episódios; também creditada como produtora executiva            |

## Prêmios e indicações
| Ano  | Premiação                            | Categoria                                                                                    | Trabalho                             | Resultado | Ref.   |
| ---- | ------------------------------------ | -------------------------------------------------------------------------------------------- | ------------------------------------ | --------- | ------ |
| 1987 | Young Artist Award                   | Desempenho excepcional de uma jovem atriz em uma nova série de televisão de comédia ou drama | Heart of the City                    | Venceu    |        |
| 1988 | Young Artist Award                   | Protagonista em uma nova série de comédia televisiva                                         | Married... with Children             | Indicado  |        |
| 1989 | Young Artist Award                   | Protagonista em uma nova série de comédia televisiva                                         | Married... with Children             | Venceu    |        |
| 1992 | MTV Movie Award                      | Mulher mais desejada                                                                         | Don't Tell Mom the Babysitter's Dead | Indicado  |        |
| 1992 | Young Artist Award                   | Melhor elenco jovem de um filme                                                              | Don't Tell Mom the Babysitter's Dead | Indicado  |        |
| 1999 | Golden Globe Award                   | Melhor atriz em série de comédia ou musical                                                  | Jesse                                | Indicado  | [ 29 ] |
| 1999 | People's Choice Award                | Artista feminina favorita em uma nova série de televisão                                     | Jesse                                | Venceu    |        |
| 1999 | TV Guide Award                       | Estrela favorita em uma nova série                                                           | Jesse                                | Venceu    |        |
| 2003 | Teen Choice Award                    | Filme escolhido: Vilão                                                                       | View from the Top                    | Indicado  |        |
| 2003 | Primetime Emmy Award                 | Melhor atriz convidada numa série de comédia                                                 | Friends                              | Venceu    | [ 3 ]  |
| 2004 | Primetime Emmy Award                 | Melhor atriz convidada numa série de comédia                                                 | Friends                              | Indicado  | [ 30 ] |
| 2005 | Tony Award                           | Melhor atriz em musical                                                                      | Sweet Charity                        | Indicado  |        |
| 2005 | Drama Desk Award                     | Melhor atriz em musical                                                                      | Sweet Charity                        | Indicado  |        |
| 2005 | Theatre World Award                  | Theatre World Award                                                                          | Sweet Charity                        | Venceu    |        |
| 2008 | Golden Globe Award                   | Melhor atriz em série de comédia ou musical                                                  | Samantha Who?                        | Indicado  | [ 31 ] |
| 2008 | Screen Actors Guild Award            | Melhor atriz em série de comédia                                                             | Samantha Who?                        | Indicado  | [ 32 ] |
| 2008 | Teen Choice Award                    | Atriz de cinema escolhida: Comédia                                                           | Samantha Who?                        | Indicado  |        |
| 2008 | Television Critics Association Award | Realização individual em comédia                                                             | Samantha Who?                        | Indicado  |        |
| 2008 | Prism Awards                         | Melhor performance em uma série de comédia                                                   | Samantha Who?                        | Indicado  |        |
| 2008 | Satellite Award                      | Melhor atriz em série musical ou de comédia                                                  | Samantha Who?                        | Indicado  |        |
| 2008 | Primetime Emmy Award                 | Melhor atriz numa série de comédia                                                           | Samantha Who?                        | Indicado  | [ 33 ] |
| 2009 | Golden Globe Award                   | Melhor atriz em série de comédia ou musical                                                  | Samantha Who?                        | Indicado  | [ 34 ] |
| 2009 | Primetime Emmy Award                 | Melhor atriz numa série de comédia                                                           | Samantha Who?                        | Indicado  | [ 35 ] |
| 2009 | Screen Actors Guild Award            | Melhor atriz em série de comédia                                                             | Samantha Who?                        | Indicado  | [ 36 ] |
| 2009 | TV Land Award                        | Innovator Award                                                                              | Married... with Children             | Venceu    | [ 37 ] |
| 2009 | People's Choice Award                | Estrela de TV favorita                                                                       | Samantha Who?                        | Venceu    |        |
| 2010 | Screen Actors Guild Award            | Melhor atriz em série de comédia                                                             | Samantha Who?                        | Indicado  | [ 38 ] |
| 2012 | Satellite Award                      | Melhor atriz em série musical ou de comédia                                                  | Up All Night                         | Indicado  |        |
| 2014 | Teen Choice Award                    | Atriz de cinema escolhida: Comédia                                                           | Anchorman 2: The Legend Continues    | Indicado  |        |
| 2019 | Primetime Emmy Award                 | Melhor atriz numa série de comédia                                                           | Dead to Me                           | Indicado  | [ 39 ] |
| 2020 | Golden Globe Award                   | Melhor atriz em série de comédia ou musical                                                  | Dead to Me                           | Indicado  | [ 40 ] |
| 2020 | Critics' Choice Television Award     | Melhor atriz em série de comédia                                                             | Dead to Me                           | Indicado  |        |
| 2020 | Screen Actors Guild Award            | Melhor atriz em série de comédia                                                             | Dead to Me                           | Indicado  | [ 41 ] |
| 2020 | Satellite Award                      | Melhor atriz em série musical ou de comédia                                                  | Dead to Me                           | Indicado  |        |